# Tamara Cubas
Tamara Cubas (Montevideo, 9 november 1972) is een choreografe en kunstenares uit Uruguay.
In haar werk gebruikt Cubas verschillende disciplines, waaronder beeldende kunst. Een belangrijk thema in haar werk is de laatste dictatuur van Uruguay, die haar jeugd en familiegeschiedenis tekende. Ze ontwikkelt projecten met niet-artistieke bevolkingsgroepen en gemeenschappen, met als thema geschiedenis, het thuisland, macht, politiek, interpersoonlijke relaties, heterogeniteit en tegenspraak. Ze onderzoekt hoe persoonlijke verhalen kunnen worden gebruikt om "het heersende narratief" te contrasteren en tegen te spreken. Daarnaast onderzoekt ze in haar werk de "autonomie van het lichaam", waarvoor ze haar eigen concepten ontwikkelt zoals de aesthetics of precarity ("de esthethiek van de onzekerheid"). Hiermee onderzoekt ze ook de "kracht van Latijns-Amerikaanse lichamen en hun voortdurende zoektocht naar dekolonisatie".

## Biografie
Cubas werd in 1972 geboren in Montevideo, de hoofdstad van Uruguay. Haar ouders kwamen in opstand tegen het heersende regime en zaten een tijd in de gevangenis. Toen ze drie jaar oud was, week haar gezin uit naar Cuba en woonde daar tien jaar in ballingschap. Na hun terugkeer behaalde ze een bachelor diploma beeldende kunst aan het National School of Fine Arts Institute in Montevideo.
Vervolgens ging ze in Utrecht studeren, aan de Hogeschool voor de Kunsten, waar ze een masterdiploma in kunst en technologie behaalde. Terug in Montevideo studeerde ze moderne dans aan de Contradanza School, waar ze met verschillende leraars werkte, zoals Marcelo Evelin, Juan Kruz, Olga Mesa, Juan Dominguez, Thomas Lehmen, David Zambrano en Daniel Leckoff.
Cubas is docent aan de Universidad de la República in Montevideo en was jurylid bij verschillende festivals, waaronder het Festival Internacional del Videodanza del ARCIS in Chili. Tussen 2006 en 2009 is ze algemeen coördinator van PLATAFORMA, een stimuleringsprogramma voor artistieke productie en innovatie van het Ministerio de Educación y Cultura (MEC), het Uruguayaanse ministerie voor onderwijs en cultuur. Tevens was ze adviseur voor het Nationaal Directoraat voor Cultuur van het MEC en van het Solís Theater van de gemeente Montevideo.
Tijdens het Julidans festival in Amsterdam van 2016 bracht ze de productie Multitud met een grote groep vrijwillige performers - een project waarmee ze eerder ook in Uruguay, Cuba, Brazilië, Mexico, Italië en Spanje stond. De titel verwijst naar de Nederlandse filosoof Spinoza, die een onderscheid maakte tussen de menigte (multitude) en de massa: "Waar de massa vanuit een ideologie een leider volgt, bestaat de menigte uit een heterogene verzameling mensen die met behoud van hun autonomie een mogelijkheid onderzoekt om samen te leven". Aan deze voorstelling gaat een workshop vooraf, waarvoor Cubas sleutelwoorden gebruikt als: ontmoetingen, eigen keuzes maken en daar de verantwoordelijkheid voor nemen en elke handeling begint vanuit een basisbeweging: lopen, rennen, vallen, lachen en schreeuwen. In hetzelfde jaar komt deze voorstelling ook naar het Zomer van Antwerpen festival. In Antwerpen gebruikt Cubas vooral vluchtelingen bij deze voorstelling. Ze verklaart: "Het stuk gaat ook over ontmoetingen en hoe groepen met elkaar om gaan. Het is dus heel toepasselijk dat de groep zo divers is." In 2019 staat deze productie ook op de affiche van het Festival van de Gelijkheid in Gent, waar men het heeft over "een experiment in individualisme, maar ook een onderzoek naar groepsdynamica."
In 2021 stond ze met haar performance/installatie Sea of Silence in de Koninklijke Vlaamse Schouwburg in Brussel, waarin ze vrouwelijke migranten uit Arabië en  Centraal-Amerika betrekt.
Op het Julidans 2022 festival maakte ze de improvisatievoorstelling Offering for a monster, met studenten van de Academie voor Theater en Dans. Deze voorstelling was gebaseerd op Cubas' filosofie dat "jong zijn een soort botsing tussen verleden, heden en toekomst is. Hierdoor komt een grote hoeveelheid energie vrij: ‘het monster’." Tijdens een intens project van acht dagen tracht ze de deelnemers te "transformeren tot een gemeenschap van unieke individuen die openstaan: voor de wereld in al haar complexiteit; voor elkaar, mét behoud van ieders eigenheid."

## Voorstellingen
- 2008 - ATP[17]
- 2010 - Actos de Amor Perdidos[18]
- 2010 - Llore Tan Bonito[19]
- 2011 - Plan de Consistencia[20]
- 2012 - Subiendo una Montaña[21]
- 2013 - Multitud[22][23][24][25][26]
- 2014 - Puto Gallo Conquistador[27]
- 2016 - Trilogía Antropofágica - Acto 1: Permanecer[28]
- 2016 - Trilogía Antropofágica - Acto 2: Resistir[29]
- 2017 - Trilogía Antropofágica - Acto 3: Avasallar[30][31]
- 2017 - La Brisa[32]
- 2019 - Serie Canibal / Capitulo 1[33]
- 2022 - Offering for a Monster[34]

## Tentoonstellingen en installaties
- 2002 - Hermano - video-installatie[35]
- 2002 - Querida Mary, Querido Luis[36]
- 2002 - Cartografía[37]
- 2002 - El Agujero y la Bala[38]
- 2002 - Escenas para la Pelicula[39]
- 2012 - El Dia más Hermoso[40]
- 2012 - Caidas[41]
- 2015 - NO. 286, SECTOR E[42]
- 2015 - Escritura Fugaz - video-installatie[43]
- 2015 - Bordando desde el Sur[44]
- 2015 - Formas de la ausencia - expo
- 2021 - Esculpir el Silencio[45]

## Onderscheidingen
- 2012 - Justino Zavala Muniz beurs van het Ministerie van Onderwijs en Cultuur van Uruguay.[46]